# Kenny Morrison
Kenny Ali Morrison (* 31. Dezember 1974 in Los Angeles, Kalifornien) ist ein US-amerikanischer Film- und Fernsehschauspieler. Er ist spanischer, philippinischer und irischer Abstammung.

## Leben
Kenny Morrison bekam 1990 die Rolle als Atreyu in Die unendliche Geschichte II – Auf der Suche nach Phantásien. Morrison erschien ebenfalls in zahlreichen TV-Serien einschließlich Wer ist hier der Boss und Unser lautes Heim. Er hatte eine kleine, aber erwähnenswerte Rolle in Star Trek: Raumschiff Voyager, wo er 1995 den introvertierten jungen Bajoraner Gerron spielte. 2001 erhielt er beim Method Fest Independent Film Festival für seine Mitwirkung in Who is Bobby Star den Preis als bester Schauspieler in einem Kurzfilm.
Kenny Morrison spielte ebenfalls in verschiedenen weiteren Filmen mit, wie zum Beispiel in Little Athens. 
Außerdem ist er auch als Filmregisseur, Drehbuchautor, Produzent und Fotograf tätig.